# Schlumbergera × buckleyi
 (août 2022).
Cactus de Noël
Espèce
Classification phylogénétique
Synonymes
Schlumbergera truncata × russelliana

Schlumbergera × buckleyi est un hybride de Schlumbergera truncata et Schlumbergera russelliana . C'est une plante cultivée largement distribuée. Elle pourrait provenir d'une hybridation naturelle, en zone de chevauchement des espèces parentes.

## Description
Les segments de tige sont similaires à Schlumbergera russelliana, mais plus grands. Les bords des segments sont ondulés, les dents ne se développent pas. Ses fleurs se forment à l'extrémité des segments terminaux (aréoles), au moment de Noël dans l'hémisphère nord . Ses fleurs sont actinomorphes , les pétales sont de couleur cyclamen et son pollen est également rose. Le péricarpe a 4 côtes.
C'est une plante cultivée très répandue et faciles à cultiver même par des amateurs. Sa période de floraison est un peu plus tardive que l'espèce Schlumbergera truncata , en Hongrie fin décembre-début janvier, d'où son nom commun, "cactus de Noël". De nos jours , 'Schlumbergera truncata , qui se propage en grand nombre par l'horticulture, fleurit plus tôt, fin novembre-début décembre.

## Distribution
Sa présence n'est pas prouvée, mais probable dans la zone où ses deux espèces parentes se trouvent ensemble au Brésil (dans la zone des montagnes de la Serra dos Orgaos.